# Bahnhof Hama-Kawasaki
Der Bahnhof Hama-Kawasaki (jap. 浜川崎駅, Hama-Kawasaki-eki) ist ein Bahnhof auf der japanischen Insel Honshū. Er wird von der Bahngesellschaft JR East betrieben und befindet sich in der Präfektur Kanagawa auf dem Gebiet der Stadt Kawasaki.

## Verbindungen
Hama-Kawasaki ist ein Anschlussbahnhof, an dem drei Linien der Bahngesellschaften JR East und JR Freight aufeinandertreffen. Eine Zweigstrecke der Nambu-Linie verbindet Hama-Kawasaki mit Shitte, wo sie auf die Hauptstrecke der Nambu-Linie zwischen Kawasaki und Tachikawa trifft. Die Zweigstrecke ist betrieblich eigenständig; auf ihr fahren Nahverkehrszüge im Einmannbetrieb tagsüber alle 30 bis 40 Minuten, während der Hauptverkehrszeit alle 10 bis 20 Minuten. In Shitte muss in allen Fällen umgestiegen werden.
Die Tsurumi-Linie erschließt die weitläufigen Industrie- und Hafenviertel zwischen Tsurumi und Ōgimachi, weshalb der Fahrplan in besonderem Maße auf den Pendlerverkehr ausgerichtet ist. Während der Hauptverkehrszeit fahren die Nahverkehrszüge alle 13 bis 25 Minuten, tagsüber und an Wochenenden nur alle 40 bis 80 Minuten. Vor dem Bahnhof hält eine Buslinie der Gesellschaft Kawasaki Tsurumi Rinkō Bus.

## Anlage
Die von Westen nach Osten ausgerichtete Anlage steht an der Grenze der Stadtteile Kōkandōri im Norden und Minamiwataridachō im Süden, die beide zum Bezirk Kawaski-ku der Stadt Kawasaki gehören. Sie besteht aus drei betrieblich getrennten Teilen. Am südlichsten befindet sich der Bahnhofteil der Tsurumi-Linie. Er umfasst vier Gleise, von denen zwei dem Personenverkehr dienen. Diese liegen an einem Mittelbahnsteig, der über eine gedeckte Fußgängerbrücke mit der südlich angrenzenden Straße und einem kleinen Empfangsgebäude an der Nordseite verbunden ist. Die beiden anderen Gleise führen zum östlich gelegenen Güterbahnhof Hama-Kawasaki.
Eine schmale Straße trennt den Bahnhofteil der Tsurumi-Linie von jenem der Nambu-Linie. Nur das südlichste seiner fünf Gleise, ein Stumpfgleis an einem weiteren Mittelbahnsteig, dient dem Personenverkehr. Die vier anderen überqueren unmittelbar östlich davon die Straße bei einem niveaugleichen Bahnübergang und führen ebenfalls zum Güterbahnhof. Vier dem Güterverkehr vorbehaltene Gleise zweigen etwas weiter westlich von der Tōkaidō-Güterlinie ab, die das Bahnhofareal an der Nordseite passiert und zu den Güterbahnhöfen in Kawasaki und Shinagawa führen. Nicht mehr in Betrieb ist eine direkte eingleisige Verbindung von der Tsurumi- zur Tōkaidō-Güterlinie, die auf einer Brücke über den Bahnhof hinwegführt.

## Bilder

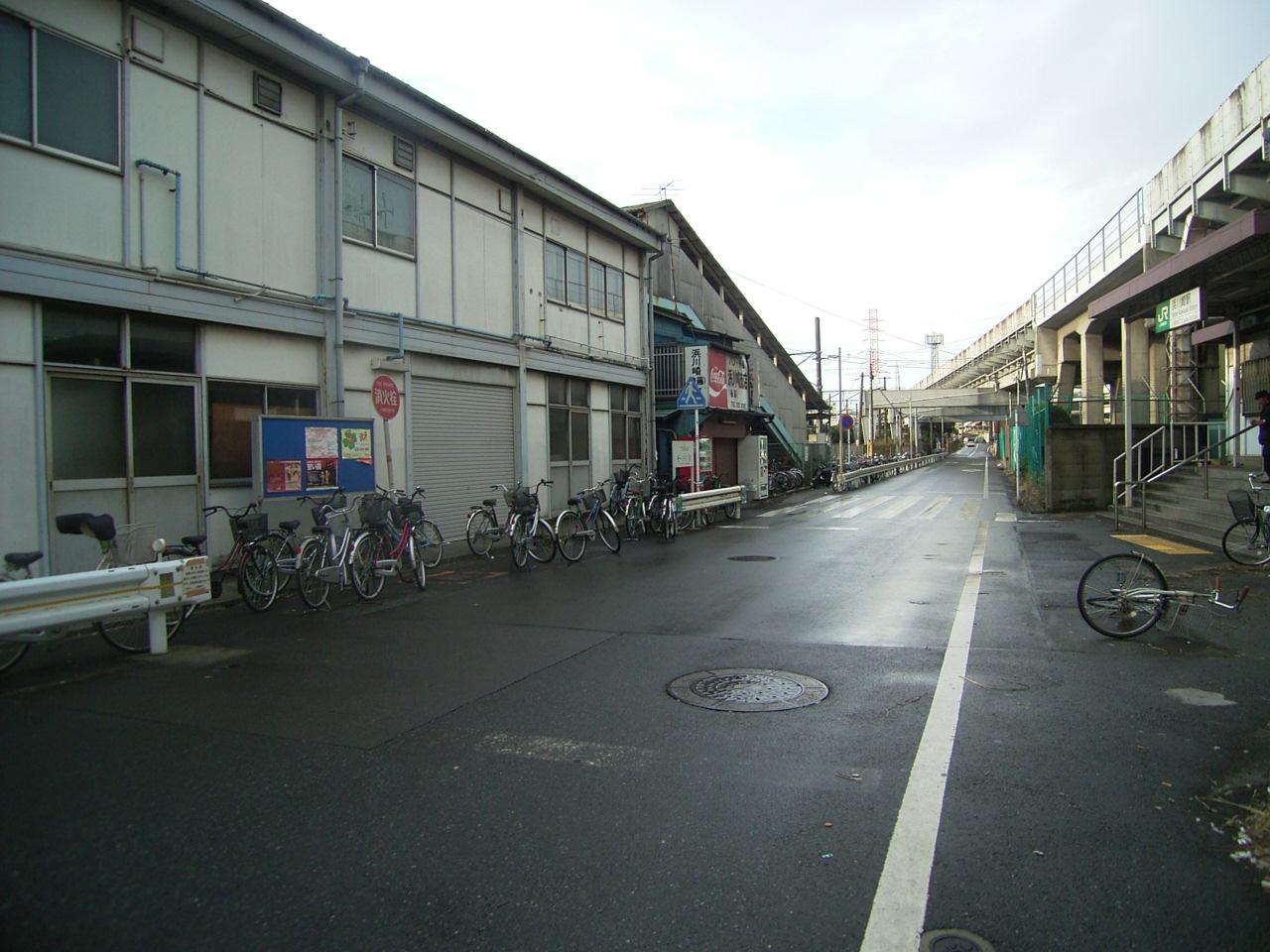
Straße zwischen dem Nambu- und Tsurumi-Bahnhofteil (links)
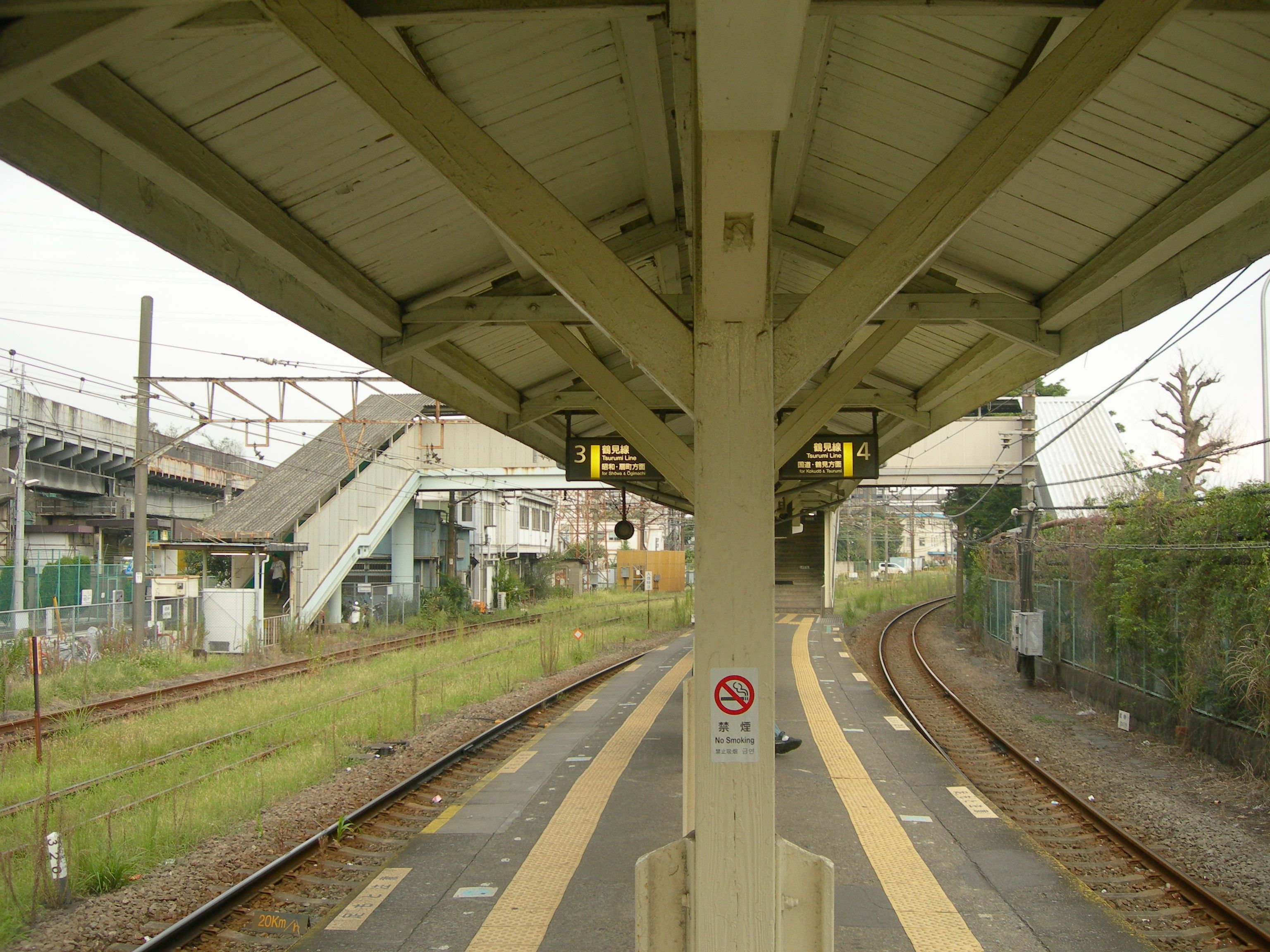
Bahnsteig der Tsurumi-Linie
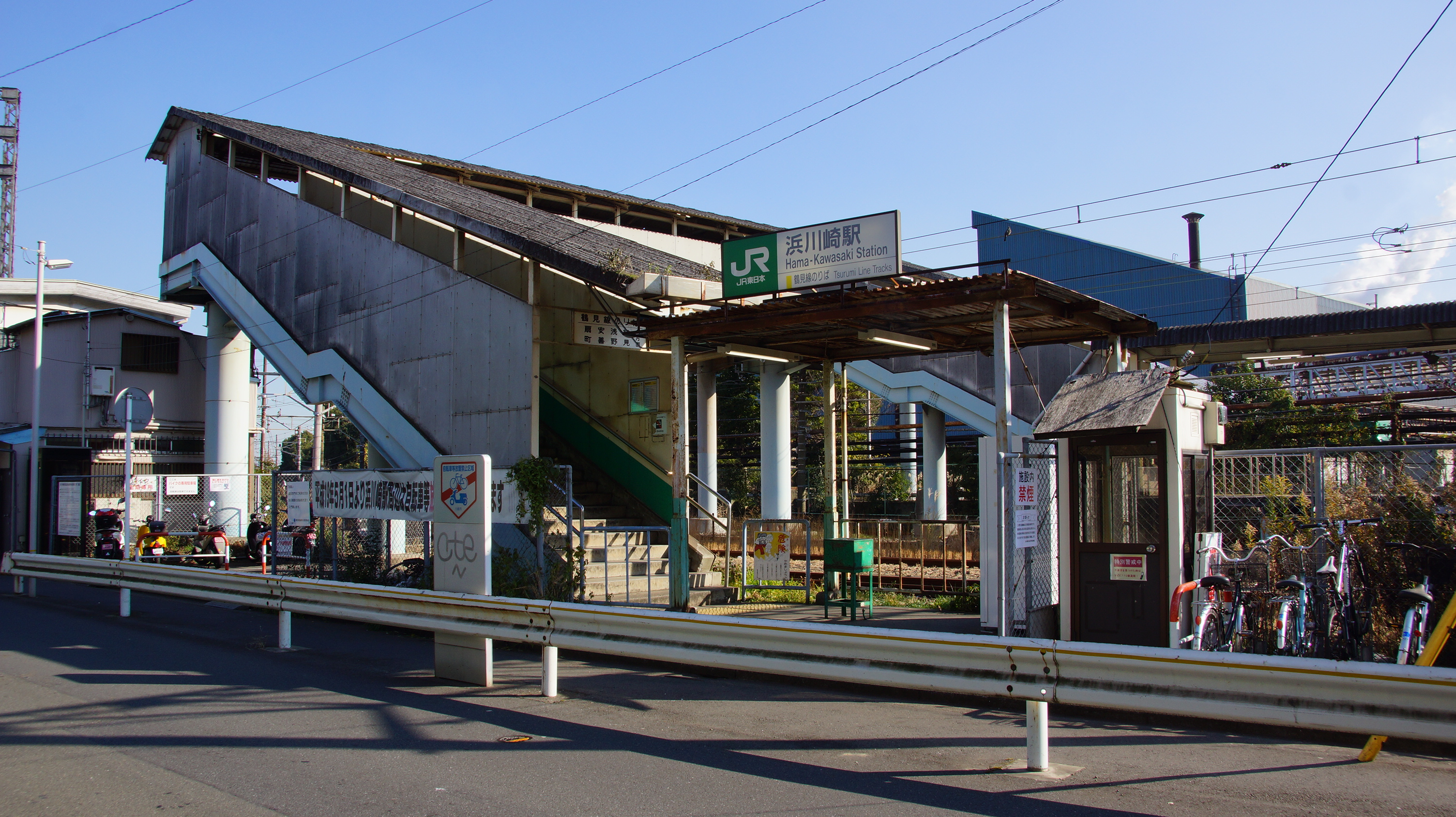
Zugang zur Tsurumi-Linie
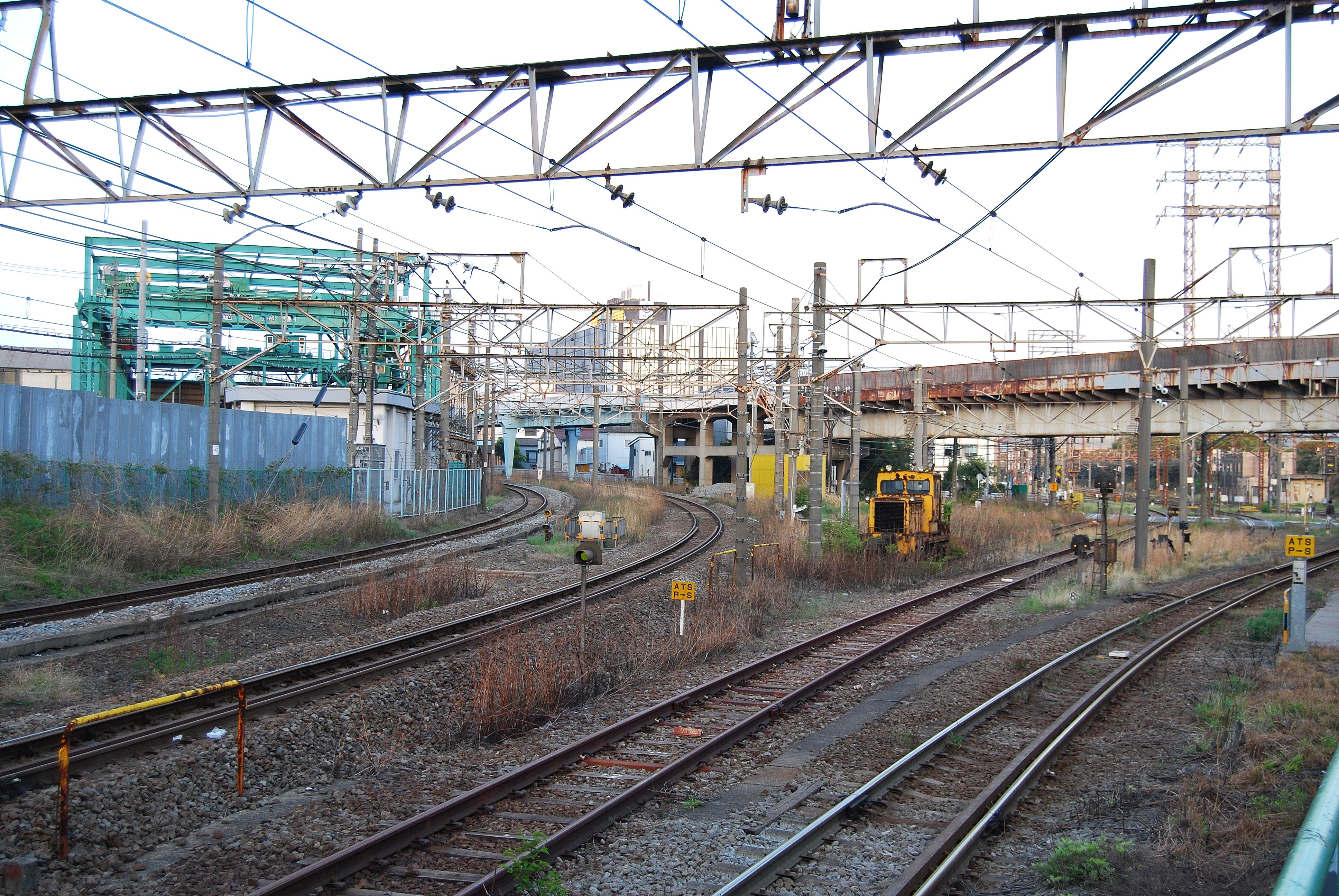
Gleise der Tōkaidō-Güterlinie (links) und der Nambu-Linie (rechts)
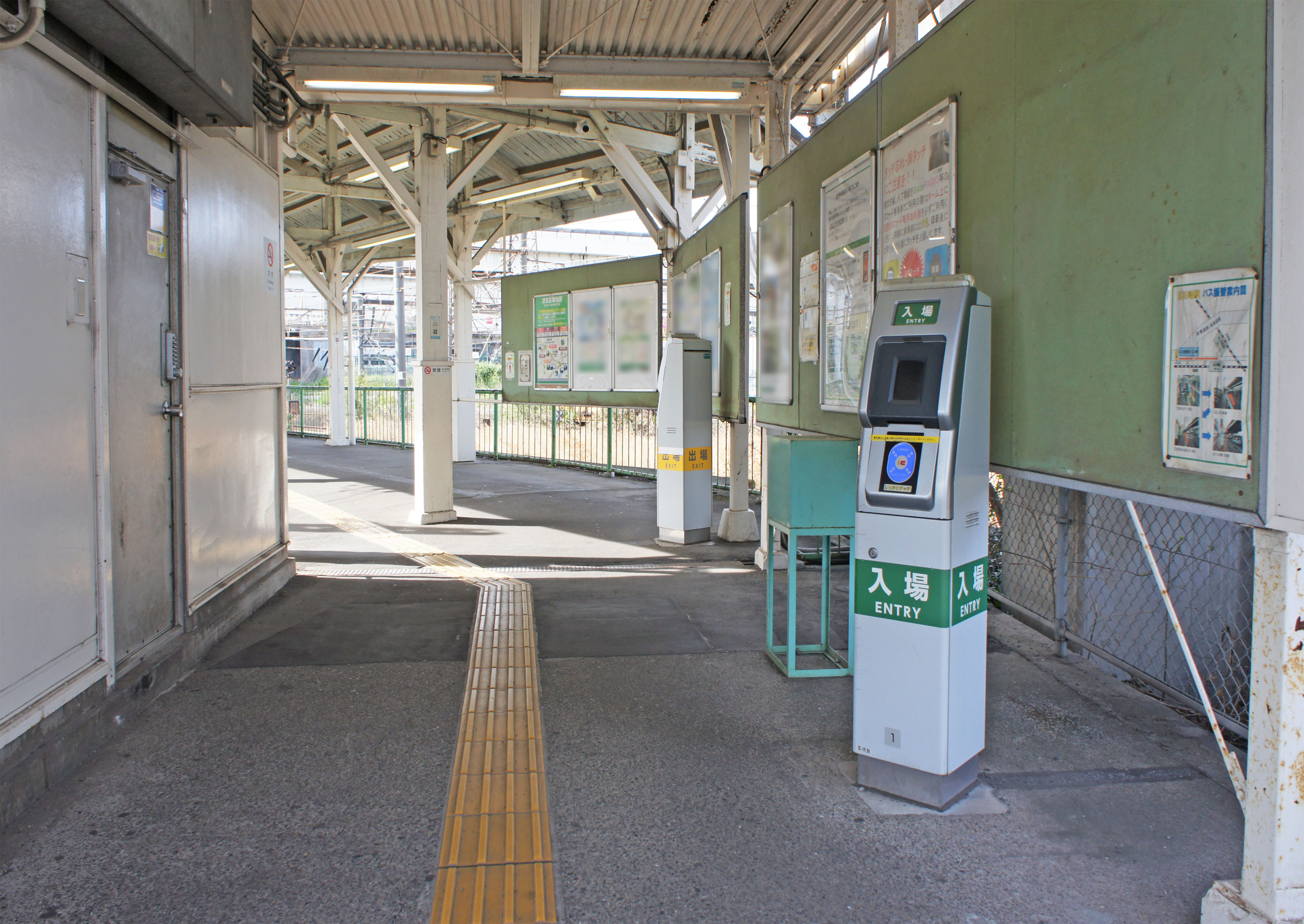
Ticketschalter der Nambu-Linie (April 2022)

## Gleise
| 2 | ▉ Nambu-Linie   | Shitte          |
| 3 | ▉ Tsurumi-Linie | Ōgimachi        |
| 4 | ▉ Tsurumi-Linie | Asano • Tsurumi |

## Linie
| Verlauf der Nambu-Linie |
| --- |
| Kawasaki • Shitte • Yakō • Kashimada • Hirama • Mukaigawara • Musashi-Kosugi • Musashi-Nakahara • Musashi-Shinjō • Musashi-Mizonokuchi • Tsudayama • Kuji • Shukugawara • Noborito • Nakanoshima • Inadazutsumi • Yanokuchi • Inagi-Naganuma • Minami-Tama • Fuchū-Honmachi • Bubaigawara • Nishifu • Yaho • Yagawa • Nishi-Kunitachi • Tachikawa Hamakawasaki-Zweigstrecke: Shitte • Hatchōnawate • Kawasaki-Shinmachi • Odasakae • Hama-Kawasaki |

| Verlauf der Tsurumi-Linie |
| --- |
| Tsurumi • Kokudō • Tsurumi-Ono • Bentembashi • Asano • Anzen • Musashi-Shiraishi • Hama-Kawasaki • Shōwa • Ōgimachi Umi-Shibaura-Zweigstrecke: Asano • Shin-Shibaura • Umi-Shibaura Ōkawa-Zweigstrecke: Anzen • Ōkawa |

## Geschichte
Das staatliche Eisenbahnamt (das spätere Eisenbahnministerium) eröffnete am 1. Mai 1918 eine dem Güterverkehr vorbehaltene Zweigstrecke der Tōkaidō-Hauptlinie. Sie hatte ihren Ausgangspunkt am Bahnhof Kawasaki und führte nach Hama-Kawasaki, wo ein neuer Güterbahnhof zur Erschließung des Hafens errichtet worden war. Die private Bahngesellschaft Tsurumi Rinkō Tetsudō nahm am 10. März 1926 den Güterverkehr von Bentenbashi nach Hama-Kawasaki auf, verlegte diesen jedoch am 14. März 1929 zum benachbarten Bahnhof Watarida. Schließlich verlängerte die Nambu Tetsudō ihre Strecke am 25. März 1930 von Shitte nach Shin-Hamakawasaki und Hama-Kawasaki, zunächst ebenfalls nur für den Güterverkehr. Passagierzüge bedienten Shin-Hamakawasaki ab dem 10. April 1930, ebenso Watarida ab dem 28. Oktober desselben Jahres. Als Folge der kriegsbedingt erzwungenen Verstaatlichung der Tsurumi Rinkō Tetsudō am 1. Juni 1943 wurde der Bahnhof Watarida stillgelegt und mit dem Bahnhof Hama-Kawasaki zusammengelegt. Zehn Monate später, am 1. April 1944, folgte die Verstaatlichung der Nambu Tetsudō. Damit einher ging die Stilllegung des Bahnhofs Shin-Hamakawaski und dessen Zusammenlegung mit Hama-Kawasaki, womit nun alle drei Bahnstrecken dort aufeinandertrafen.
Am 12. Oktober 1951 stellte die Japanische Staatsbahn den Umschlag von Stückgut ein. In den frühen 1960er Jahren begann die Staatsbahn, die Zweigstrecke der Tōkaidō-Hauptlinie zur Tōkaidō-Güterlinie auszubauen. Erste Etappe dieses Vorhabens war die Verlängerung der Zweigstrecke um fünf Kilometer von Hama-Kawasaki zum neuen Güterbahnhof Kawasaki. Am 25. März 1964 ging die neue Strecke zunächst für dieselbetriebene Züge in Betrieb, am 21. Juni desselben Jahres erfolgte die Elektrifizierung. Während des Vietnamkriegs war Hama-Kawasaki der Ausgangspunkt für den Transport von Treibstoff zu den amerikanischen Stützpunkten Tachikawa und Yokota. Seit dem 1. März 1971 ist der Bahnhof nicht mehr mit Personal besetzt. Im Rahmen der Staatsbahnprivatisierung ging er am 1. April 1987 in den Besitz der neuen Gesellschaft JR East über, während JR Freight seither den Güterverkehr durchführt.